# Erich Gierach
Erich Clemens Gierach (* 23. November 1881 in Bromberg; † 16. Dezember 1943 in München) war ein deutscher Germanist der völkischen sudetendeutschen Bewegung in der ersten Hälfte des 20. Jahrhunderts, Universitätsprofessor in Prag und München, Forscher, Organisator und Anreger zu Fragen der Ostforschung und dem Schulfach Heimatkunde.

## Leben
Aufgewachsen seit 1887 bei seinen Eltern in Liberec (Reichenberg) in Nordböhmen und Absolvent des dortigen Gymnasiums war Erich Gierach Student der Philologie an der Karl-Ferdinands-Universität in Prag, der Universität in Bonn und der Universität von Paris. 1908 promovierte er zum Doktor der Philosophie in Prag.
Von 1906 bis 1921 lehrte er in Reichenberg an der 1892 eröffneten staatlichen Handelsakademie die englische und französische Sprache, zu deren Berufsausbildung nach 1918 (Gründung der Tschechoslowakei) auch Frauen zugelassen wurden. Dort gründete Gierach eine „Gesellschaft für Sudetendeutsche Heimatforschung“, förderte diese durch Veröffentlichung seiner Forschungsergebnisse und war nach 1936 deren Vorsitzender.
1921 erhielt er als Nachfolger von Primus Lessiak die Professur für ältere deutsche Philologie an der Deutschen Universität in Prag. Diese Position gab ihm, zusammen mit dem Theologen und Kirchenhistoriker August Naegle, dem Fachmann für Paläografie Carl Wehmer (1903–1978), Leiter der Landes- und Universitätsbibliothek in Prag die Möglichkeit, die so genannte Volksbildungsarbeit zu intensivieren. Es sammelte sich ein Kreis völkisch gesinnter, deutscher Historiker für deren wissenschaftlich fundierten Ergebnisse. Mit dem Volkskundler Emil Lehmann organisierte er eine „Gesellschaft für deutsche Volksbildung“, die sich 1932 „Goetheheim“ nannte und ein Zentrum der völkischen Bewegung sudetendeutscher Volksgruppen wurde. Zwischen 1925 und 1933 veranstaltete er zusammen mit Lehmann sudetendeutsche „Stammestagungen“, auch „Kulturwochen“ genannt, in Reichenberg, Troppau, Hohenelbe, Mährisch-Schönberg, Braunau, Gablonz, Neu-Titschein, Ratibor und Jägerndorf. Seit 1935 war er Mitglied der Sudetendeutschen Partei.
1936 erhielt Erich Gierach einen Ruf als Professor für Germanistik an die Ludwig-Maximilians-Universität München. In München wurde er auch Mitglied des „Sudetendeutschen Freikorps“ und beteiligte sich nach der Sudetenkrise und dem Münchner Abkommen 1938 an der militärischen Besetzung der Tschechoslowakei durch Truppen des Deutschen Reiches. Er verstarb 1943 während der Luftangriffe auf München im Zweiten Weltkrieg in München.
Gierach war einer der bedeutendsten Germanisten der Zeit des Nationalsozialismus. 1938 publizierte er anlässlich der Annexion des Sudetenlandes das Buch Germanen in den Sudetenländern. Zum 1. Januar 1940 trat Gierach der NSDAP bei (Mitgliedsnummer 7.393.296). 1941 erschien der Sammelband Wissenschaft im Volkstumskampf, den Kurt Oberdorffer, Bruno Schier und Wilhelm Wostry für ihn als Festschrift zu seinem 60. Geburtstag zusammengestellt hatten. Er war Mitglied der Akademien in Wien, Göttingen und München und fand die Anerkennung des österreichischen Sprachwissenschaftlers Eberhard Kranzmayer.

## Rezeption
Auch nach 1945, dem Ende des Zweiten Weltkrieges und der Vertreibung der Deutschen aus der Tschechoslowakei bis in die 1990er Jahre hinein wurde Gierach von Vertriebenenverbänden als „Erzvater des Sudetendeutschtums“ gewürdigt. Ein überzeugter Anhänger Gierachs über diese Jahre war Bruno Schier, Mitglied des Collegium Carolinum (Institut), Forschungsstelle für die Geschichte der böhmischen Länder in München, der ihn 1962 in dessen Zeitschrift Bohemia mit folgenden Worten würdigte: Während weite Kreise in Ratlosigkeit und Verzweiflung verharrten, sammelte Gierach eine Schar Gleichgesinnter um sich, die eine politische Einigung und Befreiung des Sudetendeutschtums durch die Forderung nach dem versprochenen, aber vorenthaltenen Selbstbestimmungsrecht anstrebten. In diesem Kampf, der nur mit geistigen Waffen geführt werden konnte, verteidigte Gierach in mehreren wissenschaftlichen Flugschriften unerschrocken das Heimatrecht der Sudetendeutschen gegenüber den Ansprüchen des tschechischen Imperialismus.
Seine wissenschaftliche Leistung gipfelte in der mittelhochdeutschen Textkritik, seine besondere Vorliebe gilt einerseits der Heimatkunde und der Erforschung der deutschen Kulturleistung in den Sudetenländern, anderseits der Volksbildung. (Emil Lehmann)
In der Sowjetischen Besatzungszone nach 1945 wurde Gierachs Sudetendeutscher Katechismus (1939) und das von ihm zusammen mit Karl Christian von Loesch verfasste Böhmen und Mähren im Deutschen Reich (1939) auf die Liste der auszusondernden Literatur gesetzt. In der nachfolgenden Deutschen Demokratischen Republik (DDR) folgten auf diese Liste der Katechismus für das deutsche Volk in Böhmen (1919) und Aus Böhmens deutscher Vergangenheit (1923) sowie die Festschrift für Gierach.

## Auszeichnungen
- 1942 Joseph Freiherr von Eichendorff-Preis, verliehen durch ein deutsches Kuratorium ohne offizielle Bindung an eine Universität, ab 1939 an die Deutsche (Karls-)Universität Prag.[7]

## Schriften (Auswahl)
- Zur Sprache von Eilharts Tristrant. Formenlehre und Wortschatz nach den Reimen. Mit einem Anhang, 1906
- Synkope und Lautabstufungen, 1910
- Aus Böhmens deutscher Vergangenheit, 1919
- Katechismus für die Sudetendeutschen, fünfte Auflage (31.–50. Tausend), 1920
- Heimatkunde der Bezirke Friedland, Reichenberg, Gablonz und Dt. Gabel, 1924 ff.
- Heimatkunde des Bezirkes Friedland in Böhmen, herausgegeben zusammen mit Joseph Schubert, Friedland 1927 ff.
- Karpatenland. Vierteljahresschrift für Geschichte, Volkskunde und Kultur in den nördlichen Karpathenländern, herausgegeben zusammen mit Josef Hanika, 1928
- Althochdeutsches Schrifttum in Böhmen, 1929
- Die mittelhochdeutschen Dichter Böhmens. In: Die deutsche Literatur des Mittelalters, Verfasserlexikon, 1931 ff.
- Liebenau, eine deutsche Stadtgründung. In: „Der Bund“ Komotau 2, 1932
- Sudetendeutsches Flurnamenbuch, 1935
- Die Entstehung der Herrschaft Friedland. In: Mitteilungen des Vereins für Geschichte der Deutschen in Böhmen 73, 1935, S. 138–146
- Die Ortsnamen des Bezirkes Friedland. In: Mitteilungen des Vereines für Heimatkunde des Jeschken-Iser-Gaues 29 (1935), S. 43–64, 100–123, 145–156 und 30 (1936), S. 3–30
- Sudetendeutsche Stadtgeschichten, 1937
- Die deutsche Dichtung der Sudetenländer im Mittelalter. In: Das Sudetendeutschtum, 1937
- Böhmen und Mähren im Reich, gemeinsam mit Karl Christian von Loesch, 1939
- Pauls mittelhochdeutsche Grammatik, 12. – 14. Auflage, 1929–1940
- Beiträge zur Kenntnis sudetendeutscher Mundarten, 1926 ff.
- Hartmann von Aue: Der arme Heinrich: Überlieferung und Herstellung (= Germanische Bibliothek. Abt. 3: Kritische Ausgaben altdeutscher Texte. Bd. 3). Hrsg. von Erich Gierach. Winter, Heidelberg 1913; 2., verbesserte Auflage 1925.
- Das Märterbuch. Die Klosterneuburger Handschrift 713 (= Deutsche Texte des Mittelalters. Bd. 32). Hrsg. von Erich Gierach. Weidmann, Berlin 1928.
- Sudetendeutsches Wörterbuch. 1982 ff. (Vorarbeiten zusammen mit Ernst Schwarz).
- Germanen in der Slowakei. In: Forschungen und Fortschritte. Nachrichtenblatt der deutschen Wissenschaft und Technik, 1940
- Forschungen zur bayerischen Mundartkunde, 1942
- Die deutsche Dichtung des Ostens im Mittelalter. Sonderdruck aus Deutsche Ostforschung, 1942
- Die Besiedlung des Jeschken-Iser-Gaues. In: Schlesisches Jahrbuch 1966